# Distrito electoral federal 4 de Durango
El IV Distrito Electoral Federal de Durango es uno de los 300 Distritos Electorales en los que se encuentra dividido el territorio de México para la elección de diputados federales y uno de los 4 en los que se divide el estado de Durango. Su cabecera es la ciudad de Victoria de Durango.
Desde el proceso de distritación de 2005, el Distrito IV de Durango está integrado por un sector del municipio de Durango que corresponde aproximadamente al sector nororiental del territorio, y la mitad de la ciudad de Durango.

## Distritaciones anteriores

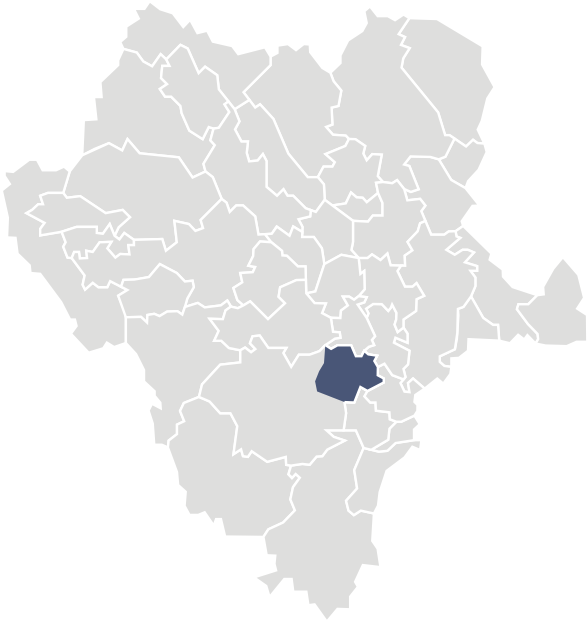
Territorio del IV Distrito entre 2005 y 2017.

### Distritación 1996 - 2005
Entre 1996 y 2005 el territorio del distrito estaba formado por la mitad norte del municipio de Durango, además de los municipios de Mezquital, Nombre de Dios, Poanas, Pueblo Nuevo, Súchil y Vicente Guerrero.

## Diputados por el distrito
| Diputado                         | Grupo parlamentario | Legislatura                | Periodo     |
| -------------------------------- | ------------------- | -------------------------- | ----------- |
| Juan Vázquez                     |                     | I                          | 1857        |
| Vacante                          | Vacante             | II                         | 1861 - 1863 |
| Genaro I. Leyva                  |                     | III IV                     | 1863 - 1868 |
| Vacante                          | Vacante             | V VI VII                   | 1869 -1875  |
| Manuel F. Fernández              |                     | VIII                       | 1875 - 1878 |
| Vacante                          | Vacante             | IX X                       | 1878 - 1882 |
| Ignacio Michel                   |                     | XI XII                     | 1882 - 1886 |
| Faustino Michel                  |                     | XIII XIV XV XVI XVII XVIII | 1886 - 1898 |
| Manuel Necoechea                 |                     | XIX XX XXI                 | 1898 - 1904 |
| Daniel García                    |                     | XXII                       | 1904 - 1906 |
| Vacante                          | Vacante             | XXIII                      | 1906 - 1908 |
| Daniel García                    |                     | XXIV XXV                   | 1908 - 1912 |
| Adalberto Rops                   |                     | XXVI                       | 1912 - 1913 |
| Fernando Castaños                |                     | Constituyente              | 1916 - 1917 |
| Alfonso Breceda                  |                     | XXVII XXVIII               | 1917 - 1920 |
| Rodrigo Gómez                    |                     | XXIX XXX XXXI              | 1920 - 1926 |
| Vacante                          | Vacante             | XXXII                      | 1926 - 1928 |
| Alfonso Cruz                     |                     | XXXIII                     | 1928 - 1930 |
| Vacante                          | Vacante             | XXXIV                      | 1930 - 1932 |
| Alejandro Antuna López           |                     | XXXV                       | 1932 - 1934 |
| Miguel León Tostado              |                     | XXXVI                      | 1934 - 1937 |
| Atanasio Arrieta                 |                     | XXXVII                     | 1937 - 1940 |
| Manuel Solórzano Soto            |                     | XXXVIII                    | 1940 - 1943 |
| Juan Manuel Tinoco               |                     | XXXIX                      | 1943 - 1946 |
| Eulogio V. Salazar               |                     | XL                         | 1946 - 1949 |
| Armando del Castillo Franco      |                     | XLI                        | 1949 - 1952 |
| Braulio Meraz Nevárez            |                     | XLII                       | 1952 - 1955 |
| Pablo Picharra Esparza           |                     | XLIII                      | 1955 - 1958 |
| Ezequiel Nevárez Ramírez         |                     | XLIV                       | 1958 - 1961 |
| Antonio Ramírez Martínez         |                     | XLV                        | 1961 - 1964 |
| Braulio Meraz Nevárez            |                     | XLVI                       | 1964 - 1967 |
| Antonio Ramírez Martínez         |                     | XLVII                      | 1967 - 1970 |
| Jacinto Moreno Villalba          |                     | XLVIII                     | 1970 - 1973 |
| José Mario Rivas Escalante       |                     | XLIX                       | 1973 - 1976 |
| José Ramírez Gamero              |                     | L                          | 1976 - 1979 |
| Miguel Ángel Fragoso Álvarez     |                     | LI                         | 1979 - 1982 |
| Maximiliano Silerio Esparza      |                     | LII                        | 1982 - 1985 |
| José Ramón García Soto           |                     | LIII                       | 1985 - 1988 |
| María Albertina Barbosa Espinoza |                     | LIV                        | 1988 - 1991 |
| Benjamín Ávila Guzmán            |                     | LV                         | 1991 - 1994 |
| Ricardo Fidel Pacheco Rodríguez  |                     | LVI                        | 1994 - 1997 |
| Ángel Sergio Guerrero Mier       |                     | LVII                       | 1997 - 1998 |
| Jesús Gutiérrez Vargas           |                     |                            | 1998 - 2000 |
| Gustavo Lugo Espinoza            |                     | LVIII                      | 2000 - 2003 |
| Jaime Fernández Saracho          |                     | LIX                        | 2003 - 2006 |
| Jorge Salum del Palacio          |                     | LX                         | 2006 - 2009 |
| Jorge Herrera Caldera            |                     | LXI                        | 2009 - 2010 |
| Pedro Ávila Nevárez              | 2010 - 2012         | LXI                        |             |
| Jorge Herrera Delgado            |                     | LXII                       | 2012 - 2014 |
| Eduardo Solís Nogueira           | 2014 - 2015         | LXII                       |             |
| Alicia Guadalupe Gamboa Martínez |                     | LXIII                      | 2015 - 2018 |
| Hilda Patricia Ortega Nájera     |                     | LXIV                       | 2018 - 2021 |
| Gina Campuzano González          |                     | LXV                        | 2021 -      |

## Resultados electorales

### 2018
|  | 33.82 % |

|  | 21.15 % |

|  | 4.48 % |

|  | 3.82 % |

|  | 33.70 % |

|  | 0.05 % |

|  | 2.94 % |

|  | 100.00 % |

### 2015
|  | 20.07 % |

|  | 34.12 % |

|  | 12.80 % |

|  | 13.64 % |

|  | 3.97 % |

|  | 4.74 % |

|  | 2.19 % |

|  | 2.99 % |

|  | 5.41 % |

|  | 100.00 % |

### 2012
|  | 23.34 % |

|  | 35.07 % |

|  | 30.73 % |

|  | 2.14 % |

|  | 2.54 % |

|  | 0.05 % |

|  | 6.12 % |

|  | 100.00 % |

### 2009
|  | Partido Acción Nacional                        |  | Claudia Ernestina Hernández Espino |
|  | Partido Revolucionario Institucional           |  | Jorge Herrera Caldera              |
|  | Partido de la Revolución Democrática           |  | Armando Ochoa Serrano              |
|  | Coalición Salvemos a México (PT, Convergencia) |  | Alfonso Ríos Vázquez               |
|  | Partido Verde Ecologista de México             |  | Nora Mayra Loera de la Paz         |
|  | Partido Nueva Alianza                          |  | Olga Yolanda Bayona Santillán      |
|  | Partido Socialdemócrata                        |  | María Julieta Hernández Camargo    |
|  | Partido Duranguense                            |  |                                    |